# Tulipa faribae
Tulipa faribae är en liljeväxtart som beskrevs av Ghahr., Attar och Ghahrem.-nejad. Tulipa faribae ingår i släktet tulpaner, och familjen liljeväxter.
Artens utbredningsområde är Iran. Inga underarter finns listade.